# فروتولف میکلزبرگ
فروتولف میکلزبرگ (انگلیسی: Frutolf of Michelsberg)، کشیش و تاریخ‌نگار آلمانی در قرن ۱۱ میلادی است. وی رئیس صومعه بندیکتی سن مایکل نزدیک بامبرگ و نویسنده کتاب یونیورسال کرونیکا مشتمل بر حوادث و وقایع جهان از آغاز خلقت تا سال ۱۰۹۹ بوده‌است. اطلاعات وی دربارهٔ جنگ‌های صلیبی، به‌ویژه جنگ صلیبی عوام‌الناس و نخستین جنگ صلیبی و کشتار اورشلیم در ژوئیه ۱۰۹۹ قابل ملاحظه است.
وی و اکهارد آئورایی از دوستان نزدیک یکدیگر بوده و تبادل اطلاعات داشته‌اند. به علاوه تاریخ عمومی فروتولف مرجع مورخان و نویسندگان دیگری همچون اکهارد بوده‌است.